# Staraja Russa
Staraja Russa (anche traslitterata come Staraya Russa) è un'antica cittadina della Russia europea occidentale, sita sulla sponda sinistra del fiume Polist', tributario del lago Il'men', 99 km a sud del capoluogo Velikij Novgorod; è il capoluogo amministrativo del distretto omonimo nell'oblast' di Novgorod.
È nota per essere stato il luogo di riposo estivo per la famiglia Dostoevskij, dove lo scrittore Fëdor Michajlovič Dostoevskij ha composto e parzialmente ambientato il suo grande romanzo I fratelli Karamazov.

## Società

### Evoluzione demografica
Fonte: mojgorod.ru
- 1897: 15 200
- 1959: 25 400
- 1979: 40 400
- 1989: 41 500
- 2007: 33 700
- 2018: 28 483